# Vuoto (filosofia)
Il termine vuoto (aggettivo e sostantivo dal latino volgare vocitus, derivante dal participio passato vacitus del verbo vacere - vuotare - dalla stessa radice del latino classico vacuus) vuole genericamente esprimere un'assoluta mancanza di una qualsiasi materia.

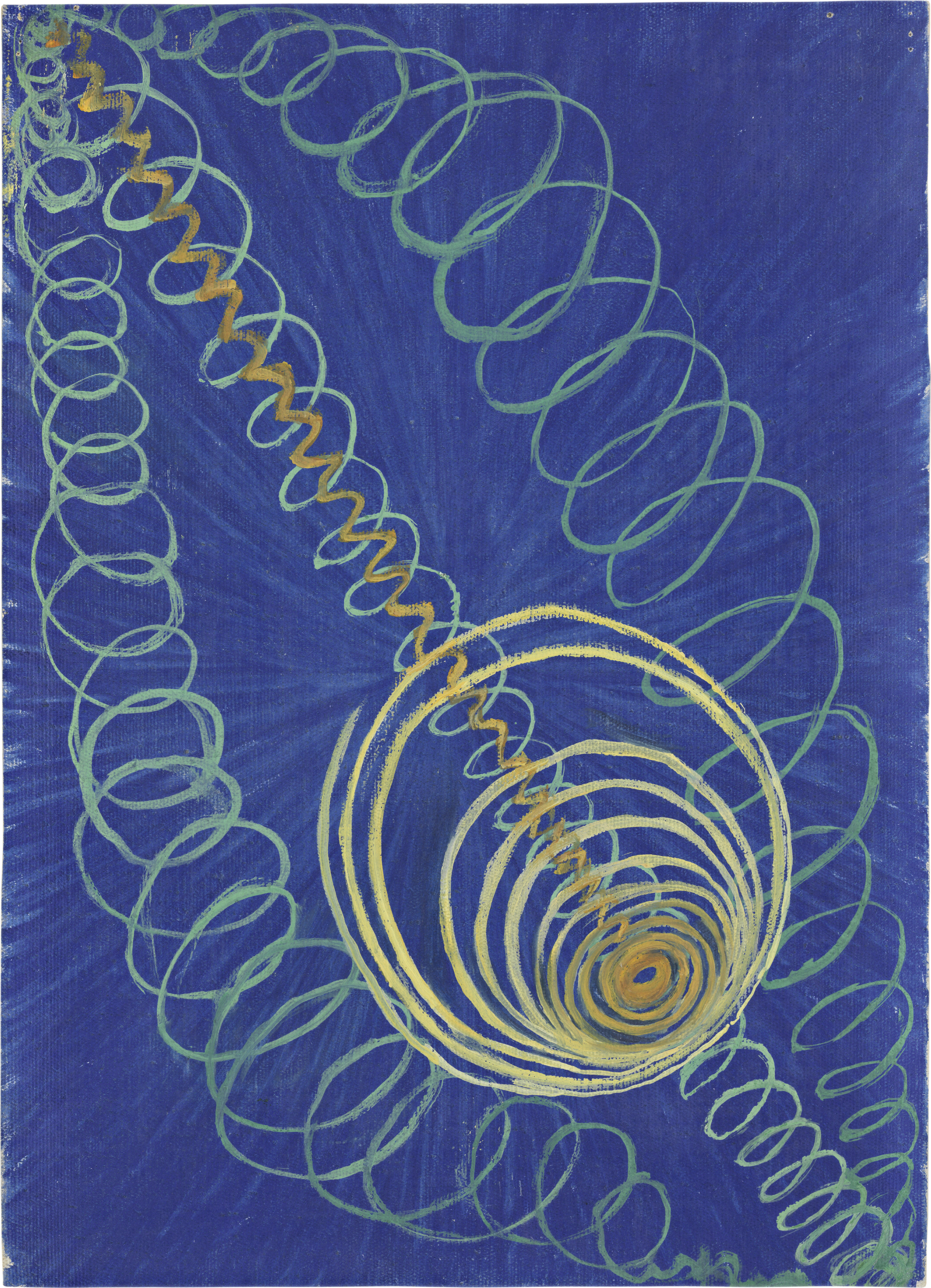
Il vuoto primordiale (Hilma af Klint, 1906-07), solcato da spirali di etere, da cui tutto ha origine.

## Storia del concetto
Nelle antiche cosmologie religiose, a cominciare dalla filosofia greca, non vi era un concetto di «vuoto» come quello fisico moderno, perché tutto in realtà era ritenuto permeato da una sostanza spirituale ed eterea, vuota dal punto di vista materiale, ma che riempiva ogni spazio, ed era strettamente collegata al concetto di Origine della realtà manifesta.

### Filosofia antica
Nella cosmogonia greca che viene ci presentata da Esiodo nella sua Teogonia, testo divino rivelato dalle Muse, tutto ha origine dal caos, il cui significato è "voragine", "abisso", "vuoto". È un baratro buio, illimitato e indistinto da cui nacque l'universo. 
L'interesse per la matematica non porta la scuola pitagorica a concepire quanto di più vicino al concetto di vuoto, lo zero (in greco antico: μηδέν?, medén, nulla, niente) ma a credere comunque nell'esistenza del vuoto che svolge un ruolo nel cosmo e nella differenziazione tra i numeri pari e dispari:
Originata dall'osservazione "scientifica" della natura è la concezione degli atomisti del vuoto non solo esistente, ma rappresentante il principio ontologico degli enti: il vuoto infatti, che richiama dialetticamente il concetto di pieno, per gli atomisti rappresenta quello spazio infinito tra gli atomi che permette il loro movimento e la loro aggregazione.
I primi a misurarsi con il concetto della non esistenza del vuoto sono gli eleati con la loro filosofia basata sull'essere come unica realtà. Solo l'essere può essere pensato poiché il non essere non esiste.
La difficoltà per la mentalità antica, che permane nel pensiero parmenideo, a concepire il vuoto sembra correlarsi alla teoria sul pensiero greco arcaico di cui aveva parlato Ernst Cassirer a proposito di un'età "mitica", intesa come passaggio dal pensiero primitivo a quello razionale adulto, dove non si distingueva tra parola e cosa.
Rifacendosi a Cassirer, Guido Calogero, vedeva in questo atteggiamento del primo pensiero greco una "coalescenza arcaica" , una specie di fusione di linguaggio, realtà e verità. per la quale i greci avevano una visione della realtà come "spettacolo" non distinguendo dunque tra visibilità, esistenza e pensiero: solo ciò che era visibile esisteva veramente e quindi poteva essere pensato e da qui la difficoltà di pensare il non essere, il vuoto, che non è visibile e che quindi non esiste.
Partendo dalla definizione di vuoto come un luogo e quindi uno spazio del tutto privo di corpi Aristotele confuta le idee sull'esistenza del vuoto che non è un concetto necessario, come sostenevano gli atomisti, per spiegare il movimento.
Solo una realtà piena permette il moto rotatorio mentre se esistesse il vuoto, contrariamente a quanto ci mostra la nostra comune esperienza, un corpo dovrebbe mantenere una velocità infinita poiché verrebbe a mancare ogni resistenza al suo movimento. Il vuoto infatti rende impossibile il movimento che si ha per esempio nello spostamento di un corpo poiché questo presuppone il contatto senza interruzioni tra chi muove e la cosa spostata.
Ad Aristotele si deve anche, in polemica con il meccanicismo degli atomisti, la teoria dell'horror vacui (il terrore del vuoto) che sostiene, come diranno gli alchimisti medioevali, che Natura abhorret a vacuo: la Natura rifugge il vuoto ed essa stessa interviene finalisticamente a impedirne la formazione riempiendo ogni spazio.
«...ponendosi il problema filosofico del moto dei proiettili, [Aristotele] rispondeva che la causa motrice comunica la sua capacità di muovere al fluido circostante (aria, acqua ecc.), il quale a sua volta muove il soggetto mobile.»
La causa del movimento dei corpi quindi non era nel corpo stesso, ma nel mezzo. Un proiettile, una volta scagliato, proseguirebbe nel moto perché spinto dall'aria, che continuamente si precipita ad occupare il vuoto lasciato dal proiettile al suo passaggio.
Un corpo sarebbe quindi sempre soggetto ad una forza durante il moto e la sua velocità sarebbe direttamente proporzionale ad essa e inversamente proporzionale alla resistenza del mezzo. Ne segue che nel vuoto la resistenza sarebbe nulla e la velocità del corpo diverrebbe infinita, cioè il corpo avrebbe la caratteristica dell'ubiquità.

### Ellenismo
L'esistenza del vuoto fu affermata, in opposizione alle teorie aristoteliche, da Stratone di Lampsaco, che diresse la scuola aristotelica dal 288 a.C. al 269 a.C..
Le teorie di Stratone furono probabilmente connesse alla nascita della scienza della pneumatica, avvenuta ad opera di Ctesibio e proseguita da altri scienziati alessandrini, che studiarono la compressibilità dell'aria (Pneumatica di Filone di Bisanzio, 250 a.C.).
Essi assumevano una posizione intermedia fra i sostenitori e i critici della teoria dell'esistenza del vuoto.
Per gli alessandrini non era possibile avere il vuoto in grandi volumi, ma solo vuoto disseminato tra una particella e l'altra (i latini lo chiamarono poi vacuum intermixtum) e con questo riuscivano a spiegare facilmente le proprietà di compressibilità ed elasticità dell'aria.
Nello stoicismo l'universo è concepito con la completa assenza del vuoto che invece è posto «al di fuori del cielo».
Il filosofo Epicuro si rifà all'atomismo di Democrito, alle sue teorie sugli atomi e il vuoto. Il poeta latino Lucrezio riprende la teoria atomistica sull'esistenza del vuoto infinito come provano il movimento, la penetrabilità dei corpi e il fatto che corpi uguali per volume abbiano poi un peso diverso.

### In Oriente
In Oriente, nei secoli VI – V a.C., nasce un'idea di "vuoto" contrapposta a quella negativa presente in Occidente. Per il buddhismo la vacuità, il sunyata, è un concetto centrale: riuscire a dimorare in uno stato permanente di coscienza della vacuità è la condizione cui tende il saggio. Lo svuotamento, che nasce dalla consapevolezza, procede per livelli successivi sempre più complessi. Per raggiungere i livelli più alti di vacuità sono necessari anni di meditazione e di esercizio. 
Per il taoismo cinese materia e vuoto, essere e non essere, sono due aspetti complementari e inseparabili della realtà. Nel taoismo il vuoto assume un significato ontologico di costituente della realtà. 
Nel buddhismo zen, che si sviluppa in Giappone nel secolo XI, è presente l'idea di vuoto come unità a sé stante. E gli artisti nipponici di paesaggio s’ispireranno a questa filosofia.

### Medioevo
Nel VI secolo Giovanni Filopono criticò la teoria aristotelica sul moto dei proiettili e mise le basi per quella che nel XIII-XIV secolo venne ripresa come teoria dell'impetus.
Secondo Filopono il moto del proiettile è dovuto all'azione di una "forza cinetica incorporea" che viene impressa al proiettile al momento del lancio (prefigurazione di ciò che oggi chiamiamo quantità di moto) e la resistenza del mezzo è ridotta a semplice componente addizionale; diventa così possibile il movimento nel vuoto.
Il vuoto nel senso di nulla, ricompare nel pensiero occidentale per giustificare la creazione del mondo dal nulla (ex nihilo) da parte di Dio, descritto nel Genesi biblico e ribadito dai Padri della Chiesa quali Sant'Agostino, e dall’aristotelismo cristiano di San Tommaso d'Aquino (Summa Theologica).
Attorno al X-XI secolo la diatriba sul vuoto interessò gli studiosi e i commentatori arabi, che contribuirono allo sviluppo della teoria dell'impetus.
In particolare Avicenna riprese le idee di Giovanni Filopono, aggiungendovi un'importante novità: secondo Avicenna, nel vuoto la forza impressa al proiettile all'inizio del moto non si consumerebbe mai e il moto proseguirebbe all'infinito.
D'altro canto il famoso commentatore aristotelico Averroè (XII secolo) si oppose a questa teoria, sostenendo che è esperienza di tutti che il moto avvenga sempre attraverso un mezzo e che ricorrere ad un'ipotetica forza incorporea significherebbe cercare la causa delle cose non nella realtà ma in un immaginario mondo astratto.
A partire dalla prima metà del XIII secolo le discussioni che animavano il mondo arabo si trasferirono di nuovo in Occidente, investendo alcune tra le più grandi menti dell'epoca (da Alberto Magno a Tommaso d'Aquino).
L'approfondimento delle idee di Filopono e Avempace portò infine all'elaborazione sistematica della teoria dell'impetus, uno dei frutti più importanti della cosiddetta "scuola parigina di fisica".

### Età moderna
Nel 1644 Cartesio pubblicò i suoi Principia Philosophiae, nei quali sostenne tra l'altro l'inesistenza del vuoto rifacendosi alla sua identificazione di estensione e sostanza corporea (res extensa).
Nello stesso anno il fisico Evangelista Torricelli descrisse in una lettera l'esperienza del suo famoso barometro, eseguita l'anno precedente, in cui riuscì a dimostrare che il vuoto può esistere in natura e che l'aria ha un peso, mettendo quindi in crisi le millenarie teorie filosofiche sull'horror vacui.
In quegli anni si moltiplicarono le discussioni sul vuoto tra "vacuisti" e "pienisti": lo stesso Blaise Pascal affrontò il problema secondo il metodo sperimentale galileiano, pubblicando nel 1647 uno scritto sull'argomento dove confermò l'esperienza di Torricelli. L'anno seguente diede i primi lineamenti della legge altimetrica di variazione della pressione con l'altitudine, proponendo di sfruttarla per la misura dell'altezza delle montagne.
Galileo Galilei, fondatore della scienza moderna, introduce il vuoto come stato fisico concreto, uno spazio privo di materia, nel quale immagina di fare esperimenti. Per Galilei il vuoto è uno spazio fisico ben definito le cui proprietà sono fondamentali per capire il comportamento della materia.
Nel XVII secolo Newton per accogliere l'universo intero immagina uno spazio tridimensionale che si estende all'infinito. Spazio e tempo assoluti sono requisiti fondamentali della sua nuova fisica. In questo spazio i corpi materiali entrano in relazione fra di loro e da questa interazione nasce la forza di gravitazione universale (legge di gravitazione universale). Newton probabilmente intuì che per trasmettere questa attrazione il vuoto doveva avere qualche caratteristica speciale, ma si limitò a ricorrere all'opera divina senza risolvere scientificamente il problema. Da lì partirà la riflessione di Einstein che nel 1905 lo porterà a formulare la legge della Relatività generale. Einstein inoltre, per spiegare l'attrazione gravitazionale che agisce fra corpi distanti, scoprirà una nuova stranissima sostanza: lo spaziotempo.
Leibniz non esclude che in linea logica teorica si possa parlare di vuoto ma pensando alla creazione perfetta di Dio non è possibile che egli abbia lasciato delle falle vuote di materia.
Kant ritiene che l'argomento del vuoto non rientra nell'analisi razionale ma che tuttavia esso vada escluso come esistente per via sperimentale.
Per Giacomo Leopardi tutte le cose tutte le cose sono nulla, strette fra il nulla infinito che le precede e il nulla inesorabile cui sono destinate:" In somma il principio delle cose, e di Dio stesso, è il nulla" (Zibaldone). E nel Cantico del gallo silvestre (Operette morali) il poeta recanatese scrive:" Tempo verrà che esso universo, e la natura medesima, sarà spenta [....]; ma un silenzio nudo, e una quiete altissima, empieranno lo spazio immenso".

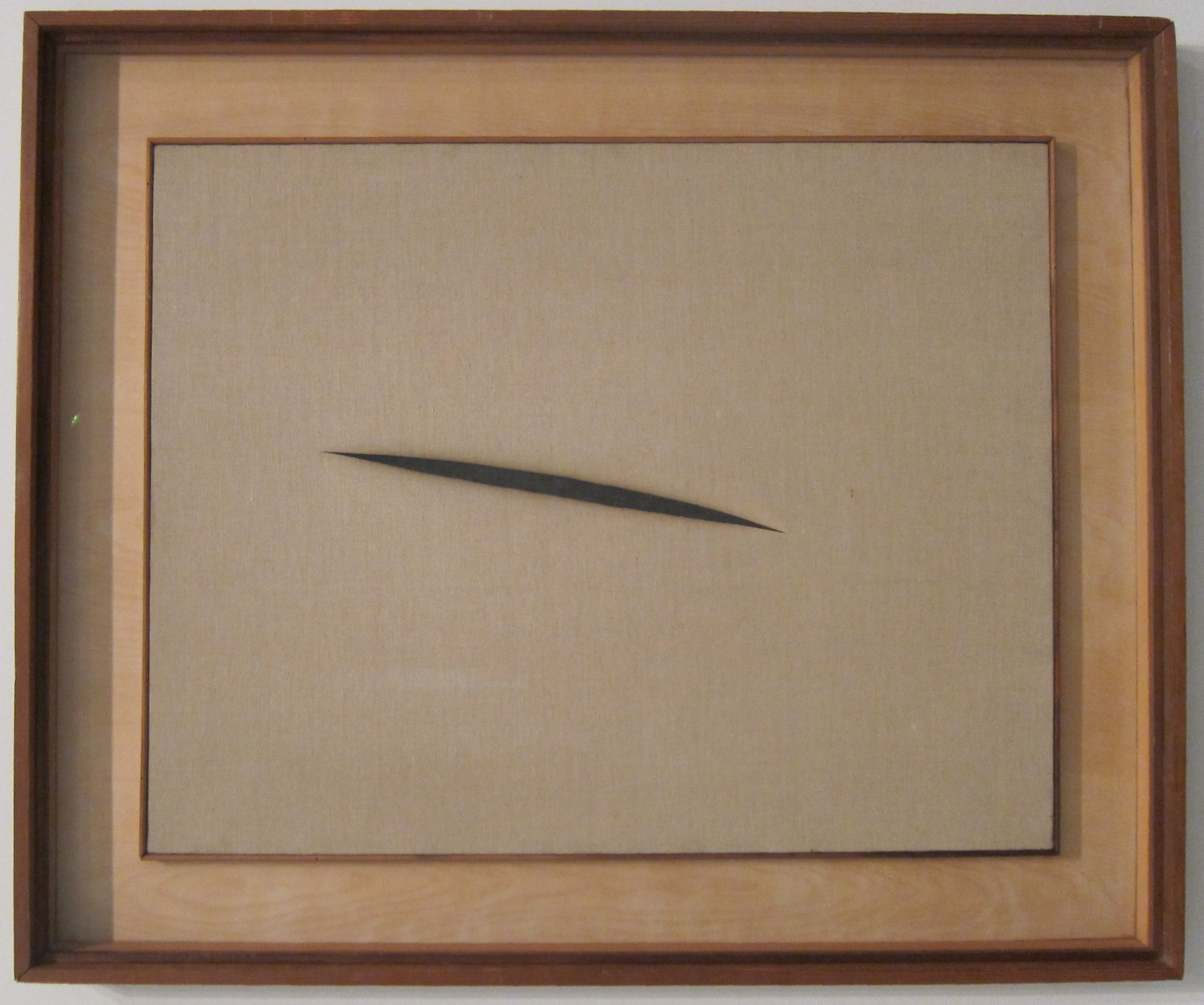
Rappresentazione del vuoto attraverso i «tagli» o le fenditure nelle tele artistiche di Lucio Fontana ("Concetto spaziale, Attesa", serie di opere avviate dagli anni 1950)

## La concezione attuale
La speculazione filosofica seguente riterrà che il vuoto non rientri nel campo dell'indagine filosofica e lo lascerà agli studi della fisica che, reinterpretando la materia come forza e il vuoto come un campo "potenzialmente attivo", ha abbandonato del tutto l'antica concezione del vuoto. Secondo infatti la teoria quantistica dei campi il vuoto "fisico" non significa assenza di essere, il non essere degli eleati, ma è una realtà potenzialmente attiva, nel senso che è un vuoto che vive e che s'inserisce nel processo continuo della creazione e distruzione della materia.